# El tiki
«El tiki» es una canción del cantante colombiano Maluma de su álbum Pretty Boy, Dirty Boy. Sony Music Latin lo lanzó como el primer sencillo del álbum el 7 de abril de 2015. La canción recibió una nominación a Mejor Actuación Urbana en la edición 16° de los Premios Grammy Latinos.

## Vídeo lírico
El video de la letra de «El tiki» se lanzó en la cuenta oficial de Vevo de Malumas el 8 de mayo de 2015. Presenta escenas del mismo Maluma sincronizando los labios con la canción, así como imágenes de sus fanáticos bailando.

## Presentaciones en vivo
«El tiki» fue interpretado en vivo por Maluma en varios conciertos a lo largo de 2016 como parte de la lista establecida de su gira en la promoción de Pretty Boy, Dirty Boy. El periodista de Las Vegas Sun, Chris Kudialis, en una reseña de un programa en Las Vegas, informó que la canción "mantuvo a la multitud comprometida".

## Posicionamiento en listas
| Listas (2015)                         | Mejor posición |
| ------------------------------------- | -------------- |
| Colombia (National-Report)            | 2              |
| España (PROMUSICAE)                   | 53             |
| Estados Unidos (Latin Rhythm Airplay) | 15             |